# 璃乃
璃乃（りの、1993年6月24日 - ）は、日本の女性アイドル、グラビアアイドル。女性アイドルグループ・アイドル諜報機関LEVEL7およびKNU oNEWの元メンバー。群馬県渋川市出身。

## 略歴
2010年から2012年まではマーブルに所属し、西山由之がキャピタルプロダクションで展開していた忍者系アイドルユニット「桜組」（「桜組二期生」とも呼称）のメンバーとして活動。当時の名義は桜りの。活動停止までの半年間はリーダーを務めた。2012年2月にグループが活動休止するとサラエンタテインメントに移籍し璃乃に改名。ペプシネックスのコマーシャルに出演。
2013年2月、グラビアアイドルとして、1stDVD発売。以後2年間、イメージDVDを定期的にリリース。
2014年2月にアイドル諜報機関LEVEL7（以下、LEVEL7）の結成に参加しパワーピット所属となる。2015年1月、ミス東スポ2015グランプリを獲得した。
2015年、「男の青汁」のイメージガールに選ばれる。
2017年、LEVEL7が所属事務所を離脱したため、フリーランスとなる。CANDY GO!GO!のなぎさりんと「りんりの」を結成。
2018年10月4日、『村上マヨネーズのツッコませて頂きます! 』にて、番組スタッフと共に渋谷の路上にてライブ告知の100枚のビラ配りを実施。その模様が放送された。
2021年10月12日にLEVEL7の運営が新事務所OZ ENTERTAINMENTを立ちあげ所属となった。11月26日にグループ解散。
2022年5月19日、KNU oNEWへ水色担当として加入することが発表され、6月14日のKNUoNEW主催ライブより活動を開始。
2023年12月30日に開催された現体制最終公演をもってKNUoNEWを卒業。卒業後は同グループOGの川島愛里沙と「おしんぬ」を結成。2024年6月29日開催の生誕祭ライブをもってOZ ENTERTAINMENTを退所。

## 人物
ニックネームは「おしりーの」。大きなおしりは自身のコンプレックスであったが、グラビアを始めるにあたりこれを売りにすることにして「おしりーの」を使い始めた。LEVEL7でも、おしりーのをコードネーム（芸名）としている（ミス東スポ獲得以降は、璃乃名義で紹介されることも多い）。2023年に出演した『ヒロミ・指原の“恋のお世話始めました”』では、おしりちゃんと呼称されていた。
脱ぐことには抵抗が少なく、配信番組で生着替え経験があるほか、過去にはグループ動員目標達成で手ブラ披露も公約したことがある。胸はコンプレックスであったが、グラビア活動の経験から「おっぱいは作れるとわかった」と言い、2017年現在はEカップを自称する。
LEVEL7のライブでは2019年開催の自身の生誕祭まで一発芸で締めるのがお約束になっており「すべりーの」の異名も持つ。
ツイキャス中に爆睡し、寝姿を約4時間配信。気付いたメンバーが電話し起きたところで配信が切れたことがある。矢口真里は「神回じゃん！」と絶賛した。

## 出演

### テレビ
- 「真夜中のおバカ騒ぎ!」（2014年4月 - 5月 千葉テレビ・TOKYO MX） - マヨバガールズ13期
- 「ゴッドタン」（2017年11月27日、テレビ東京）『ケンカ&ダンスGP』
- 「村上マヨネーズのツッコませて頂きます!」（2018年10月4日、関西テレビ）
- 「新しい王様」（2019年1月8日、TBSテレビ）

### 映画
- 「寄生獣　前編」（2014年、監督：山崎貴）
- 「セーラー服無宿 無情の荒野」（2016年7月9日、監督：小泉剛）
- 「宙女子」（2016年7月15日、監督：荒木憲司） - 星好子 役
- 「ベースメント」（2016年、監督：井川楊枝）– JKリフレ嬢 役[14]
- 「マジカル・セックス 淫ら姫の冒険」（2018年5月、OP PICTURES） - 悪魔少女 役[15]
- 「マジカル・ミチコ（」2018年、OP PICTURES） - 悪魔少女 役※『マジカル・セックス 淫ら姫の冒険』の一般公開用編集作品[16]
- 「異物 -完全版-」（2022年、監督：宇賀那健一）

### ウェブテレビ
- 土曜の夜は尻上がり!「ピーチゃんねる」（2017年4月、AbemaTV） - シリタガールズ3期生
- 私が獣になった夜　第2話（2021年6月25日、ABEMA）

### イメージモデル
- ゴーゴーカレー「UFO襲来カレー」イメージモデル[17]

### CM
- ペプシネックス（2012年）

### イベント
- TOKYO GRAVURE IDOL FESTIVAL 2017（2017年8月4日 – 6日、TOKYO IDOL FESTIVAL 2017　GRAND MARKET）[18]
- TOKYO GRAVURE IDOL FESTIVAL 2019（2019年8月3日 – 5日、TOKYO IDOL FESTIVAL 2019　GRAND MARKET）

## 作品

### イメージビデオ
- おしり～の（2013年2月28日、エスデジタル）
- ギリギリ～の（2013年6月28日、エスデジタル）
- Do my best!!（2014年1月31日、グラッソ）
- 艶尻（2014年5月30日、グラッソ）
- 僕の彼女はグラビアアイドル（2014年10月23日、ギルド）
- 濡尻（2015年1月30日、グラッソ）[19]
- あなたでよかった（2018年7月30日、ECショップ男気屋）
- 彼女は愛しいアイドル。（2020年10月19日、サウスキャット）

### 写真集
- RINO（2019年9月20日、游学社、撮影：YUKIHISA KITATANI）ISBN 978-4904827604